# 贵族 (阶级)

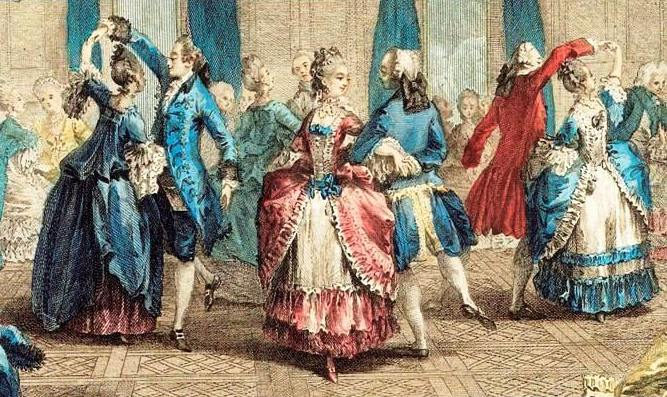
约1774年的法国贵族

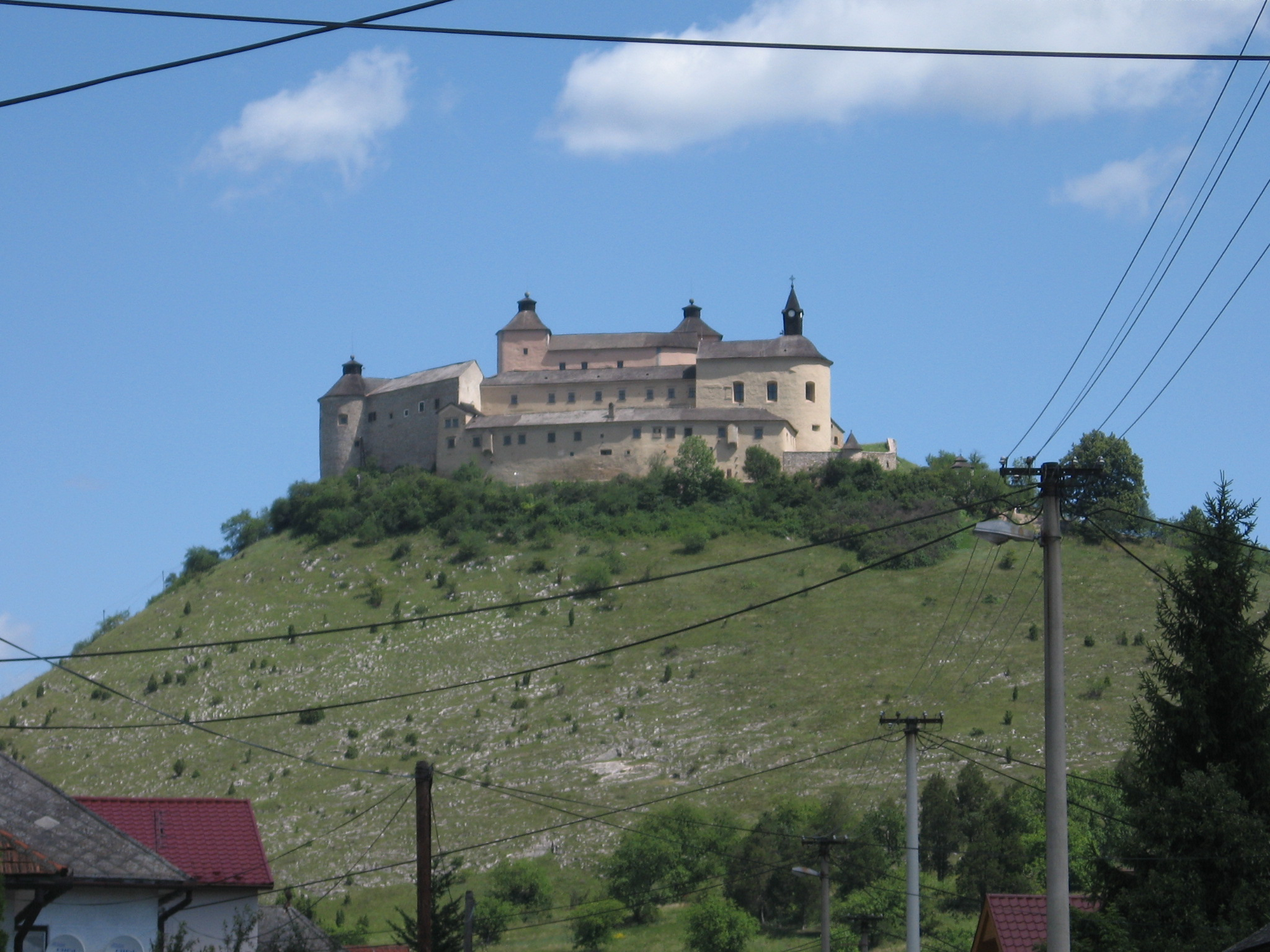
斯洛伐克卡拉斯納霍爾卡城堡，中世纪欧洲贵族统治的象征

贵族在历史上与“世袭”或“统治”的社会阶级有关。在许多国家，贵族阶级包括拥有世袭等级和头衔的上等阶级（贵族）。在古希腊、古罗马或印度等国，贵族身份来自于军事种姓制度。特别是在非洲社会，贵族属于祭司王朝的情况也很普遍。贵族身份可能涉及到封建或法律特权。